# Хоффман, Джоанна
Джоанна Карине Хоффман (англ. Joanna Karine Hoffman; 27 июля 1955, Польша) — эксперт маркетинга Apple, которую называют «гением в продвижении продуктов», «ангелом-хранителем» Стива Джобса и его правой рукой, ветераном NeXT, стоявшим у истоков Macintosh и «героиней вычислений». На протяжении десятилетий она была одним из самых доверенных лиц Джобса. 
Хоффман была ключевой фигурой в начале деятельности самых значительных компаний всей технологической отрасли — Apple, Macintosh, General Magic и NeXT. Присоединилась к Apple в качестве 5-го члена команды Macintosh в 1980 году. Была единственным специалистом по маркетингу в команде Mac более года, на раннем этапе, внеся важный вклад. Написала первый проект руководства по пользовательскому интерфейсу для Mac и определила рынок, для которого предназначался этот компьютер. 

## Биография
Родилась в Польше. Отец еврей, польский кинорежиссёр, Ежи Гофман, мать армянка Марлена Назарян. Иммигрировала в США в 1968 году в возрасте 15 лет.
Получила степень бакалавра гуманитарных и естественных наук в Массачусетском технологическом институте. Затем она защитила докторскую диссертацию по археологии в Чикагском университете.
В конце 1970-х годов она встретил Джеффа Раскина, компьютерного эксперта, начавшего проект Macintosh и побеседовала с ним о том, как компьютеры могут улучшить человеческую жизнь. Именно Раскин убедил Хоффман подать заявление на работу в Apple. В 1980 году она начала работать над проектом вместе с его основателями Баррелом Смитом, Бадом Трибблом и Брайаном Ховардом в качестве директора по маркетингу. Позже она присоединилась к Джобсу в NeXT.
В 1980-е годы Хоффман работала бок о бок с Джобсом.
В начале 1990-х Хоффман была вице-президентом по маркетингу в  General Magic.
В фильме Аарона Соркина и Дэнни Бойла «Стив Джобс» Хоффман изображена как правая рука Джобса, которую сыграла актриса Кейт Уинслет.